# Plačice
Plačice (německy Platschitz) je místní část statutárního města Hradec Králové nacházející se na západě města. Působí zde komise místní samosprávy Plačice. Leží na stejnojmenném katastrálním území o rozloze 7,31 km².
Místní částí prochází ulice Vlčkovická s trolejbusovou tratí a točnou MHD linky č. 3. Tato linka spojuje Plačice s sousedními Kuklenami, centrem města a dále Slezským Předměstím. 
Plačice jsou obsluhovány trolejbusovou linkou od roku 1952. Historicky byl koncový úsek pouze jednostopý a vedený ulicí Kutnohorská (silnice II/324). S výstavbou hypermarketu Hypernova (dnes Albert) na východním okraji místní části byla trať v roce 2003 přeložena na trasu kolem něj, a to již ve dvou stopách.
Jižně od zastavěného území prochází železniční trať Velký Osek - Hradec Králové, do které je zde v odbočce Plačice zapojena spojka ze stanice Opatovice nad Labem-Pohřebačka. Spojka slouží zásobování Elektrárny Opatovice uhlím. Železniční stanice ani zastávka osobní dopravy zde není. Ze západní strany Plačice obklopuje dálnice D11.

## Historie
Vesnice se poprvé připomíná roku 1086, tehdy jako majetek opatovického kláštera. Dle sčítání lidu roku 1890 měla 61 domů a 618 obyvatel české národnosti. Fara a poštovní úřad byly v Kuklenách.

## Osobnosti
- Jiří Reichert (?–1891), rolník a politik, během revolučního roku 1848 poslanec Říšského sněmu
- Václav Reichert (1834–1912), právník a politik, v 60. a 70. letech 19. století poslanec Českého zemského sněmu